# Kanurennsport-Europameisterschaften 2006
Die Kanurennsport-Europameisterschaften 2006 fanden in Račice u Štětí in Tschechien statt. Es waren die 18. Europameisterschaften, Ausrichter war der Europäische Kanuverband ECA.

## Ergebnisse
Insgesamt wurden Wettbewerbe in 27 Kategorien ausgetragen, davon  9 für Frauen.

### Herren

#### Kanadier
| Disziplin | Disziplin | Gold                                                                                     | Leistung     | Silber                                                                                            | Leistung      | Bronze                                                                           | Leistung     |
| --------- | --------- | ---------------------------------------------------------------------------------------- | ------------ | ------------------------------------------------------------------------------------------------- | ------------- | -------------------------------------------------------------------------------- | ------------ |
| C1        | 200 m     | Maxim Opalew                                                                             | 38,978 s     | Martin Doktor                                                                                     | 39,531 s      | Jevgenijus Šuklinas                                                              | 39,543 s     |
| C1        | 500 m     | Maxim Opalew                                                                             | 1:49,935 min | Florin Mironcic                                                                                   | 1:51,127 min  | Jurij Tscheban                                                                   | 1:51,155 min |
| C1        | 1000 m    | Florin Mironcic                                                                          | 3:54,600 min | Andreas Dittmer                                                                                   | 3:54,844 min  | Maxim Opalew                                                                     | 3:55,376 min |
| C2        | 200 m     | RusslandIwan Schtyl Jewgeni Ignatow                                                      | 35,859 s     | LitauenRaimundas Labuckas Tomas Gadeikis                                                          | 36,503 s      | UkraineDmytro Sabin Serhij Klymnjuk                                              | 36,775 s     |
| C2        | 500 m     | RusslandSergei Ulegin Alexander Kostoglod                                                | 1:39,626 min | PolenRobert Nuck Stefan Holtz                                                                     | 1:40,810 min  | RumänienIosif Chirilă Andrei Cuculici                                            | 1:40,954 min |
| C2        | 1000 m    | PolenMarcin Grzybowski Łukasz Woszczyński                                                | 3:32,807 s   | DeutschlandTomasz Wylenzek Christian Gille                                                        | 3:32,9356 min | BelarusAljaksandr Bahdanowitsch Andrej Bahdanowitsch                             | 3:35,039 min |
| C4        | 200 m     | BelarusDzmitry Vaitsishkin Dzmitry Rabchanka Kanstantsin Shcharbak Aliaksandr Vauchetski | 33,241 s     | UngarnGábor Horváth Pál Sarudi Márton Joób Péter Balázs                                           | 33,373 s      | LitauenKazimieras Reksnys Raimundas Labuckas Jevgenij Miasniankin Tomas Gadeikis | 33,449 s     |
| C4        | 500 m     | RumänienLoredan Popa Florin Mironcic Silviu Simioncencu Gabriel Talpă                    | 1:30,286 min | BelarusAndrej Bahdanowitsch Aljaksandr Bahdanowitsch Aliaksandr Zhukouski Aliaksandr Kurliandchyk | 1:31,818 min  | UngarnGábor Furdok Ferenc Novák Imre Pulai Edvin Csabai                          | 1:33,890 min |
| C4        | 1000 m    | DeutschlandThomas Lück Robert Nuck Stefan Holtz Stephan Breuing                          | 3:14,459 min | BelarusDzmitry Rabchanka Dzmitry Vaitsishkin Aliaksandr Vauchetski Kanstantsin Shcharbak          | 3:15,407 min  | UngarnGábor Balázs Márton Metka Mátyás Sáfrán Róbert Mike                        | 3:16,923 min |

#### Kajak
| Disziplin | Disziplin  | Gold                                                                          | Leistung     | Silber                                                                        | Leistung     | Bronze                                                              | Leistung     |
| --------- | ---------- | ----------------------------------------------------------------------------- | ------------ | ----------------------------------------------------------------------------- | ------------ | ------------------------------------------------------------------- | ------------ |
| K1        | 200 Meter  | Ronald Rauhe                                                                  | 34,515 s     | Carlos Pérez                                                                  | 34,644 s     | Mykola Kremer                                                       | 35,252 s     |
| K1        | 500 Meter  | Zoltán Benkő                                                                  | 1:38,428 min | Anton Rjachow                                                                 | 1:38,872 min | Lutz Altepost                                                       | 1:39,988 min |
| K1        | 1000 Meter | Tim Brabants                                                                  | 3:28,586 min | Zoltán Benkő                                                                  | 3:30,162 min | Markus Oscarsson                                                    | 3:30,538 min |
| K2        | 200 Meter  | DeutschlandTim Wieskötter Ronald Rauhe                                        | 31,818 s     | LitauenEgidijus Balčiūnas Alvydas Duonėla                                     | 31,958 s     | IsraelMichael Kolganov Barak Lufan                                  | 31,994 s     |
| K2        | 500 Meter  | DeutschlandTim Wieskötter Ronald Rauhe                                        | 1:27,505 min | UngarnGábor Kucsera Zoltán Kammerer                                           | 1:27,697 min | BelarusWadsim Machneu Raman Petruschenka                            | 1:28,249 min |
| K2        | 1000 Meter | UngarnGábor Kucsera Zoltán Kammerer                                           | 3:09,703 min | DeutschlandRupert Wagner Andreas Ihle                                         | 3:10,455 min | SpanienPablo Banos Javier Hernanz Agueria                           | 3:11,955 min |
| K4        | 200 Meter  | BelarusRaman Petruschenka Aljaksej Abalmassau Dziamyan Turchyn Wadsim Machneu | 29,893s      | TschechienSvatopluk Batka Jan Štěrba Pavel Holubar Filip Šváb                 | 29,989 s     | UngarnViktor Kadler Gergely Gyertyános István Beé Balázs Babella    | 30,069 s     |
| K4        | 500 Meter  | SlowakeiRóbert Erban Richard Riszdorfer Michal Riszdorfer Erik Vlček          | 1:20,136 min | RumänienAlexandru Ceaușu Marian Băban Vasile Stefan Alin Anton                | 1:20,616 min | UngarnAttila Boros Gábor Bozsik Attila Csamango Márton Sík          | 1:20,664 min |
| K4        | 1000 Meter | SlowakeiRichard Riszdorfer Michal Riszdorfer Erik Vlček Róbert Erban          | 2:50,377 min | BelarusDziamyan Turchyn Aljaksej Abalmassau Wadsim Machneu Raman Petruschenka | 2:50,437 min | DeutschlandLutz Altepost Norman Brockl Björn Bach Björn Goldschmidt | 2:50,733 min |

### Frauen

#### Kajak
| Disziplin | Disziplin  | Gold                                                               | Leistung     | Silber                                                                   | Leistung     | Bronze                                                                | Leistung     |
| --------- | ---------- | ------------------------------------------------------------------ | ------------ | ------------------------------------------------------------------------ | ------------ | --------------------------------------------------------------------- | ------------ |
| K1        | 200 Meter  | Teresa Portela                                                     | 39,933 s     | Tímea Paksy                                                              | 40,181 s     | Anne-Laure Viard                                                      | 40,949 s     |
| K1        | 500 Meter  | Dalma Benedek                                                      | 1:52,218 min | Beata Mikołajczyk                                                        | 1:52,802 min | Nicole Reinhardt                                                      | 1:52,830 min |
| K1        | 1000 Meter | Dalma Benedek                                                      | 3:53,155 min | Katrin Wagner-Augustin                                                   | 3:53,635 min | Josefa Idem                                                           | 3:56,735 min |
| K2        | 200 Meter  | UngarnNataša Janić Katalin Kovács                                  | 36,804 s     | DeutschlandFanny Fischer Katrin Wagner-Augustin                          | 37,132 s     | FinnlandAnne Rikala Jenni Honkanen                                    | 37,168 s     |
| K2        | 500 Meter  | UngarnNataša Janić Katalin Kovács                                  | 1:39,733 min | DeutschlandFanny Fischer Katrin Wagner-Augustin                          | 1:41,017 min | ItalienFabiana Sgroi Alessandra Galiotto                              | 1:41,381 min |
| K2        | 1000 Meter | UngarnNataša Janić Katalin Kovács                                  | 3:36,160 min | DeutschlandGesine Ruge Judith Hörmann                                    | 3:37,556 min | DänemarkAnne Lolk Thomsen Mette Barfod                                | 3:38,328 min |
| K4        | 200 Meter  | UngarnMelinda Patyi Nataša Janić Katalin Kovács Tímea Paksy        | 33,939 s     | DeutschlandGesine Ruge Carolin Leonhardt Nicole Reinhardt Judith Hörmann | 34,777 s     | SchwedenAnna Karlsson Josefin Nordlöw Sofia Paldanius Karin Johansson | 35,125 s     |
| K4        | 500 Meter  | UngarnNataša Janić Krisztina Fazekas Tímea Paksy Katalin Kovács    | 1:31,458 min | DeutschlandCarolin Leonhardt Judith Hörmann Conny Waßmuth Gesine Ruge    | 1:32,714 min | RumänienFlorica Vulpeş Mariana Ciobanu Lidia Talpă Alina Platon       | 1:34,274 min |
| K4        | 1000 Meter | UngarnAlexandra Keresztesi Nataša Janić Katalin Kovács Tímea Paksy | 3:15,389 min | DeutschlandTanja Schuck Carolin Leonhardt Miriam Frenken Silke Hörmann   | 3:17,617 min | RumänienFlorica Vulpeş Mariana Ciobanu Lidia Talpă Alina Platon       | 3:17,885 min |

## Medaillenspiegel
| Platz  | Land                   | Gold | Silber | Bronze | Gesamt |
| ------ | ---------------------- | ---- | ------ | ------ | ------ |
| 1      | Ungarn                 | 10   | 4      | 4      | 18     |
| 2      | Deutschland            | 4    | 11     | 3      | 18     |
| 3      | Russland               | 4    | 1      | 1      | 12     |
| 4      | Belarus                | 2    | 3      | 2      | 8      |
| 5      | Rumänien               | 2    | 2      | 3      | 7      |
| 6      | Slowakei               | 2    | 0      | 0      | 2      |
| 7      | Spanien                | 1    | 1      | 1      | 3      |
| 8      | Polen                  | 1    | 1      | 0      | 2      |
| 9      | Vereinigtes Königreich | 1    | 0      | 0      | 1      |
| 10     | Litauen                | 0    | 2      | 2      | 4      |
| 11     | Tschechien             | 0    | 2      | 0      | 2      |
| 12     | Ukraine                | 0    | 0      | 3      | 3      |
| 13     | Italien                | 0    | 0      | 2      | 1      |
| 13     | Schweden               | 0    | 0      | 2      | 1      |
| 15     | Dänemark               | 0    | 0      | 1      | 1      |
| 15     | Finnland               | 0    | 0      | 1      | 1      |
| 15     | Frankreich             | 0    | 0      | 1      | 1      |
| 15     | Israel                 | 0    | 0      | 1      | 1      |
| Gesamt |                        | 27   | 27     | 27     | 81     |